# كولبس أحمر زنجباري
كولبس أحمر زنجباري (الاسم العلمي: Piliocolobus kirkii) (بالإنجليزية: Zanzibar Red Colobus)‏ هو نوع من الحيوانات يتبع جنس الكولبس الأحمر من فصيلة سعادين العالم القديم.